# Amina Kamal as-Siba’i
Amina Kamal as-Siba’i (arab. أمينه كمال السباعي إبراهيم; ur. 11 maja 1996) – egipska zapaśniczka walcząca w stylu wolnym. Czwarta na igrzyskach afrykańskich w 2019. Srebrna medalistka mistrzostw Afryki w 2016 i brązowa w 2018.
Wicemistrzyni Afryki juniorów w 2014 i 2015, a trzecia w 2016 roku.